# Ateca
Ateca ist ein Ort und eine zentralspanische Gemeinde (municipio) mit 1.732 Einwohnern (Stand: 2024) in der Provinz Saragossa in der Autonomen Gemeinschaft Aragón. Der Name des Ortes wird manchmal aus dem Arabischen عتيقة (ʿAtīqa) hergeleitet, was etwa die Bedeutung von ‚alt‘ oder ‚antik‘ hat; eine andere Herleitung nimmt die von Plinius erwähnte lateinische Ortsbezeichnung Attacum als Ursprung an.

## Lage
Die Gemeinde Ateca liegt an der Einmündung des Río Manubles in den Río Jalón im Westen der Provinz Saragossa unweit der Grenze zu den Provinzen Soria und Guadalajara in einer Höhe von etwa 590 Metern ü. d. M. Nächstgelegene Stadt ist das etwa 15 km (Fahrtstrecke) östlich gelegene Calatayud; die Provinzhauptstadt Saragossa liegt gut 100 km nordöstlich. Das Klima im Winter ist kalt, im Sommer gemäßigt bis warm; der geringe Regen (ca. 390 mm/Jahr) fällt verteilt übers ganze Jahr.

## Bevölkerungsentwicklung
| Jahr      | 1857  | 1900  | 1950  | 2000  | 2016  |
| Einwohner | 3.291 | 3.123 | 3.369 | 1.986 | 1.856 |

Die Mechanisierung der Landwirtschaft, die Aufgabe bäuerlicher Kleinbetriebe und der damit verbundene Verlust von Arbeitsplätzen führten in der zweiten Hälfte des 20. Jahrhunderts zu einem spürbaren Bevölkerungsrückgang.

## Wirtschaft
Ateca war über Jahrhunderte eine mittelgroße Landgemeinde in der Nähe des Schnittpunkts mehrerer Straßen in Zentralspanien. Die Bewohner lebten hauptsächlich als Selbstversorger von der Landwirtschaft, wobei Ackerbau und Viehzucht gleichermaßen von Bedeutung waren. Daneben erkannte man schon früh die Bedeutung des Obstanbaus (Äpfel, Kirschen, Mandeln, Weintrauben etc.), der auch heute noch von wirtschaftlicher Bedeutung ist. Seit dem 19. Jahrhundert existiert im Ort eine Schokoladenfabrik; darüber hinaus gibt es eine kleine Möbelmanufaktur.

## Geschichte

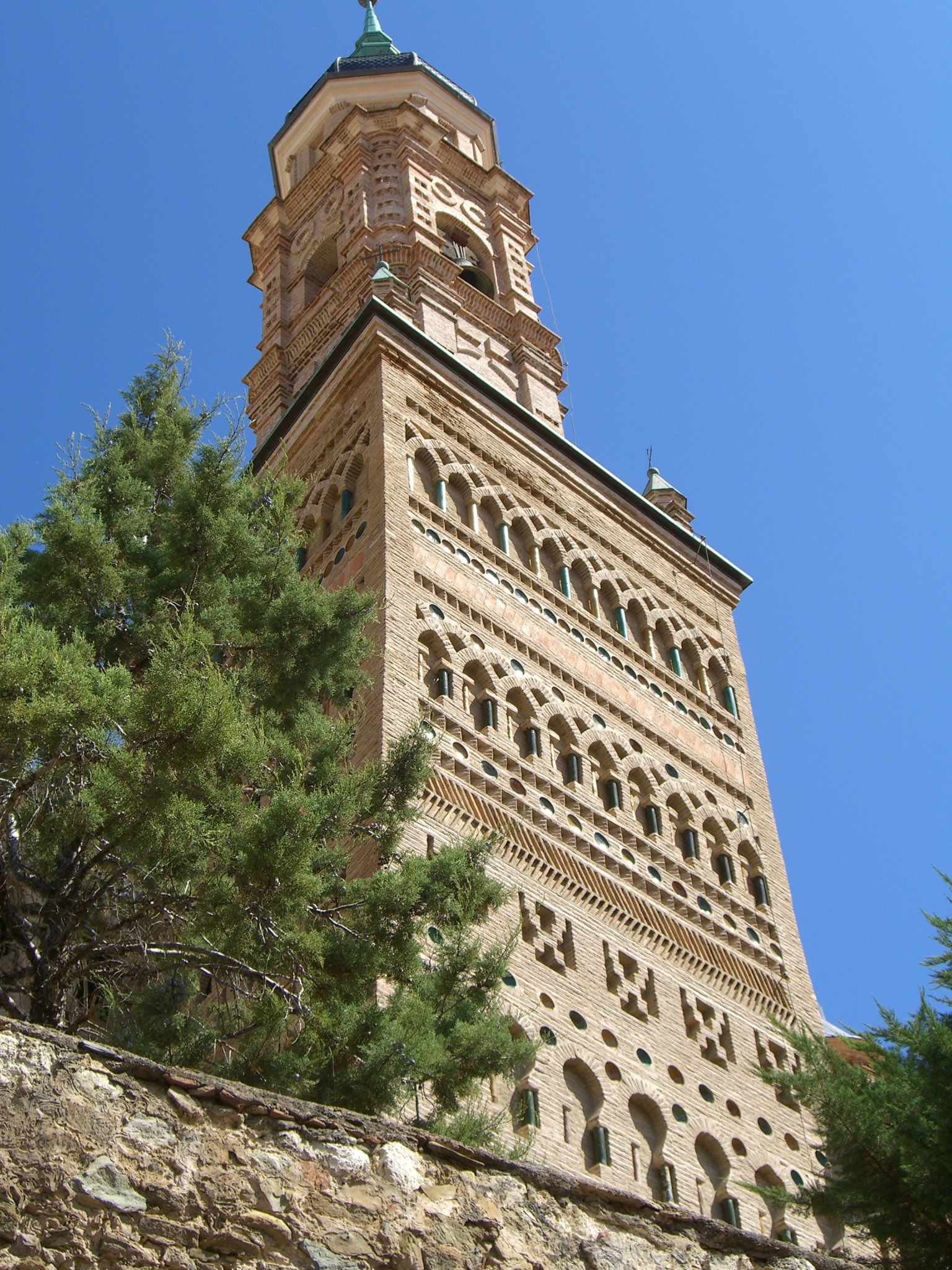
Turm von Santa María

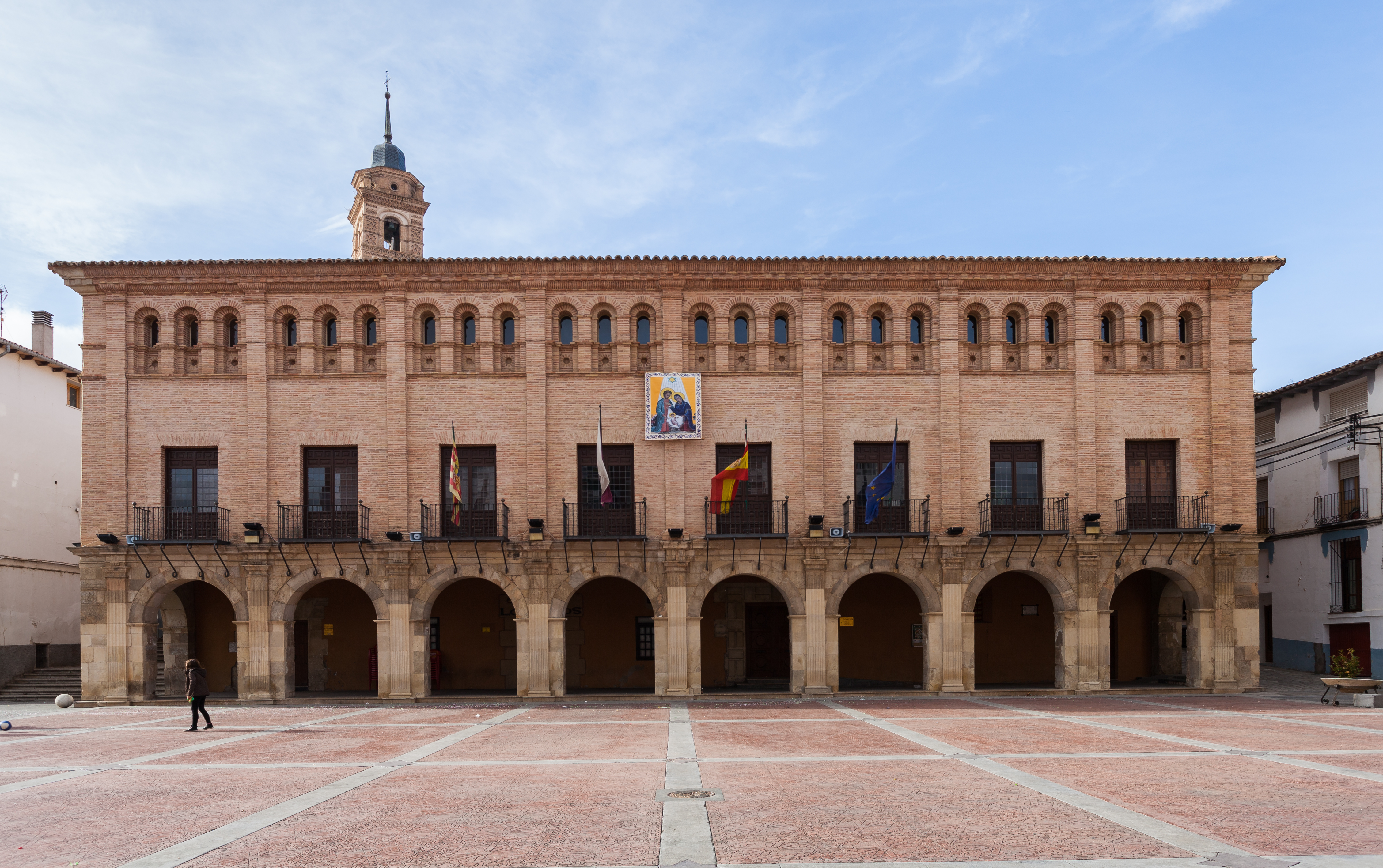
Rathaus (1629–1634)

Bereits aus neolithischer Zeit wurden archäologische Funde gemacht (Steinäxte etc.). Die nachweisbare Geschichte des Ortes reicht bis in die keltiberische Zeit (um 250 v. Chr.) zurück, als er unter dem Namen Alce bekannt war. Im 2. und 1. Jahrhundert v. Chr. wurde Spanien von den Römern erobert, was für weite Teile des Landes eine wirtschaftliche und kulturelle Blütezeit zur Folge hatte. Im Anschluss an die Spätantike drangen die Westgoten auf die Iberische Halbinsel vor. Ab dem Jahr 711 rückten die Araber mit militärischer Unterstützung verschiedener Berberstämme nach; von 1018 bis 1110 gehörte das Gebiet um Ateca zum unabhängigen Taifa-Königreich von Saragossa. Obwohl die Stadt bereits im Jahre 1071 von El Cid kurzzeitig eingenommen worden sein soll, markiert erst das Jahr 1120 das Datum der endgültigen Rückeroberung (reconquista) durch Alfons I. von Aragón. Das Gebiet um Ariza und Ateca gehörte zu den wichtigsten Kriegsschauplätzen während des Guerra de los Dos Pedros (1356–1375); zahlreiche Burgen (castillos) wurden während dieser Zeit zerstört.

## Sehenswürdigkeiten
- Bedeutsamste Sehenswürdigkeit von Ateca ist die ursprünglich aus dem 13. Jahrhundert stammende, danach jedoch mehrfach umgebaute Pfarrkirche (Iglesia de Santa María), deren an ein almohadisches Ziegelstein-Minarett erinnerndes Turmuntergeschoss in feinstem Mudéjar-Stil mit Fischgrätmustern, Zahnschnittbändern, überschneidenden Bögen und eingestellten Ziersäulchen dekoriert ist. Das Obergeschoss des Turmes wurde im 16. Jahrhundert ergänzt; es endet in einer spitz zulaufenden Haube. Das Innere der Kirche ist – wie in der Region üblich – nur einschiffig; die polygonal gebrochene Apsis enthält ein Altarretabel aus der Mitte des 17. Jahrhunderts.
- Die in den Jahren 1627 bis 1630 erbaute Iglesia de San Francisco wird manchmal auch Iglesia de San Martín genannt. Sie gehörte zu einem im Rahmen der Desamortisation in Spanien im 19. Jahrhundert aufgelösten Franziskaner-Konvent.
- Der Uhrturm (torre de reloj) gehört zu einem im 16. Jahrhundert errichteten Festungsbauwerk.
- Das heutige Rathaus (Ayuntamiento) befindet sich in der ehemaligen Casa Consistorial, einem in den Jahren 1629 bis 1634 erbauten repräsentativen Renaissance-Gebäude.
- Am Stadtrand befinden sich mehrere Einsiedlerkapellen (San Blas, San Gregorio, San Roque, Santiago u. a.)
- Die Stierkampfarena wurde in den 1950er Jahren erbaut.

## Persönlichkeiten
- Antonio Duce Oliveros (1733–1788), Architekt der Stadt Valdivia, Chile

## Partnergemeinden
- Lézat-sur-Lèze (Frankreich)